# Gerard van Groesbeek
Gerard van Groesbeek (Prinsenhof (Kuringen), 1517 - Luik, 1580) was een zoon van Johan van Groesbeek en Bertha van Goor en broer van Zeger. Hij werd op 31-jarige leeftijd benoemd tot deken van het kapittel van Sint-Lambertus in Luik. In 1562 benoemde dit kapittel hem tot coadjutor van prins-bisschop Robert II van Bergen. Zijn zalving tot bisschop, in 1564, vond plaats in de abdijkerk van de Abdij van Herkenrode. Een jaar later werd hij prins-bisschop van Luik.
In 1568 beschuldigde Willem van Oranje hem de Spanjaarden te steunen. De troepen van Willem plunderden de dorpen in de rand rond Luik. De prins-bisschop trok met de Luikse milities tegen hem op en dwong Willem tot de aftocht.
Tegen de wil van de Luikenaren hernieuwde hij in 1569 de alliantie die zijn voorganger Everhard van der Marck met Karel V in 1518 had afgesloten. Hij werd verplicht dit pact weer op te zeggen en de neutraliteit van het prinsbisdom te herstellen.
Als rond 1560 hagenprekers uit Nederland in het prinsbisdom het protestantisme uitdroegen leidde Gerard het verzet. In 1567 kreeg Hasselt te maken met een Beeldenstorm en samen met Maaseik verklaarde deze stad zich kortstondig onafhankelijk. Gerard wist de orde te herstellen.
Van Groesbeek werd in 1576 benoemd tot abt van Stavelot en in 1578 tot kardinaal door paus Gregorius XIII omwille van zijn strijd tegen de ketterij.
In 1577 riep hij het prinsbisdom tot neutrale staat uit. Dit besluit bezorgde het prinsbisdom een periode van relatieve rust tot aan de Franse Revolutie.